# 日本組曲 (貴志康一)
大管弦楽のための「日本組曲」（Japanische Suite für groẞes Orchester）は、日本の作曲家、貴志康一が作曲した管弦楽曲である。

## 作品概要
作曲年代は明らかになっていないが、1934年3月29日にベルリンで行われた「日本の夕べ」で作曲者の指揮、ウーファ交響楽団の演奏で世界初演されたことから、この催しに間に合うよう作曲されたのではないかと思われる。日本では1935年9月12日、大阪朝日会館で「花見」「祈り」「道頓堀」の3曲が作曲者の指揮、宝塚交響楽団の演奏で初演された。日本における全6曲での演奏は1995年10月に小松一彦指揮、大阪センチュリー交響楽団（現・日本センチュリー交響楽団）によって行われている。

## 楽器編成
おおむね三管編成を採る。特に大規模な打楽器群が目を引く。
- 木管楽器

ピッコロ、フルート2、オーボエ2、クラリネット2（B♭管）、バスクラリネット（B♭管）、ファゴット2、コントラファゴット
- 金管楽器

ホルン4（F管）、トランペット3（B♭管）、トロンボーン3、テューバ
- 打楽器ほか

ティンパニ、トライアングル、バスドラム、スネアドラム、カスタネット、シンバル、グロッケンシュピール、タンバリン、テナードラム、鞭、ラチェット、銅鑼、ハープ
- 弦楽器

第1ヴァイオリン、第2ヴァイオリン、ヴィオラ、チェロ、コントラバス

## 楽曲構成
全6曲から成るが、それぞれが独立した交響詩風の作品である。

## 録音
- 貴志康一指揮／ベルリン・フィルハーモニー管弦楽団（ビクター・VICC-5011）：「道頓堀」「花見」のみ
- 小松一彦指揮／サンクトペテルブルク交響楽団（ビクター・VICC-155）： 「春雨」「淀の歌」のみ
- 小松一彦指揮／大阪センチュリー交響楽団（ビクター・VICC-60426）：「花見」「道頓堀」のみ